# Paratiara digitalis
Paratiara digitalis is een hydroïdpoliep uit de familie Protiaridae. De poliep komt uit het geslacht Paratiara. Paratiara digitalis werd in 1925 voor het eerst wetenschappelijk beschreven door Kramp & Damus. 